# Shahadi Wright Joseph
Shahadi Wright Joseph (New York, 29 aprile 2005) è un'attrice statunitense, attiva in campo teatrale e cinematografico.

## Biografia
Ha fatto il suo debutto professionale nel 2013, quando è entrata nel cast di Broadway del musical The Lion King, in cui interpretava Nala da cucciola. Nel 2015 è tornata a Broadway, nel musical di Andrew Lloyd Webber School of Rock. Nel 2016 ha fatto il suo debutto televisivo in Hairspray Live! con Kristin Chenoweth e Dove Cameron, in cui interpretava la piccola Inez Stubbs.
Nel 2019 invece ha fatto il suo debutto cinematografico nel thriller di Jordan Peele Noi, in cui ricopriva la parte di Zora Wilson. Sempre nel 2019 ha nuovamente interpretato Nala, questa volta nel remake cinematografico de Il re leone, in cui ha dato la voce alla leonessa da cucciola, mentre Beyoncé doppiava il personaggio da adulto.

## Filmografia

### Cinema
- Noi (Us), regia di Jordan Peele (2019)

### Televisione
- Hairspray Live! - film TV (2016)
- Loro (Them) – serie TV, 10 episodi (2021-2024)

### Doppiaggio
- Il re leone (The lion king), regia di Jon Favreau (2019)

## Doppiatrici italiane
Nelle versioni in italiano delle opere in cui ha recitato, Shahadi Wright Joseph è stata doppiata da:
- Tiziana Martello in Noi
- Vittoria Bartolomei in Loro